# William Hill (nhà cái)
William Hill plc là một công ty nhà cái cờ bạc có trụ sở tại London, Anh. Công ty nằm trong danh sách của Sở giao dịch chứng khoán London và là một thành phần của chỉ số FTSE 250.
William Hill plc cung cấp dịch vụ cá cược thể thao, sòng bạc trực tuyến, poker trực tuyến và bingo trực tuyến. Nó hoạt động ở Vương quốc Anh và quốc tế, với trụ sở chính tại Luân Đôn và Malta. Sau khi được mua lại bởi Caesars Entertainment vào năm 2021, William Hill đã tiếp tục được mua lại bởi 888 Holdings vào năm 2022 với giá 2,2 tỷ bảng Anh.

## Lịch sử
Công ty được bởi William Hill thành lập vào năm 1934 vào thời điểm cờ bạc còn là bất hợp pháp ở Anh. Nó đã thay đổi chủ nhiều lần, được Sears Holdings mua lại năm 1971, sau đó được Grand Metropolitan mua lại năm 1988, sau đó được Brent Walker mua lại năm 1989. Vào tháng 9 năm 1996, Brent Walker thu hồi lại 117 triệu bảng Anh trong 685 triệu bảng Anh đã trả cho William Hill khi Grand Metropolitan bị phát hiện ra đã phóng đại lợi nhuận của công ty vào thời điểm bán nó.
Ngân hàng đầu tư Nomura của Nhật Bản thực hiện việc mua lại dùng đòn bẩy công ty William Hill năm 1997, khi Brent Walker sụp đổ với các khoản nợ vượt quá 1,3 tỷ bảng Anh sau khi một cuộc điều tra của Văn phòng Gian lận đã khiến hai giám đốc bị phạt tù. Vào tháng 2 năm 1999, một đề nghị để công ty tham gia thị trường cổ phiếu đã bị loại bỏ vì "có ít mối quan tâm" và Nomura đã giải phóng công ty cho các quỹ do các công ty cổ phần tư nhân Cinven và CVC Capital Partners quản lý với mức giá 825 triệu bảng.
Công ty cuối cùng cũng được lên sàn Sở giao dịch chứng khoán London trong năm 2002. Năm sau đó Tổng giám đốc điều hành David Harding đã được thưởng 2,4 triệu bảng, làm cho ông trở thành giám đốc công ty được trả lương cao thứ năm của Vương quốc Anh năm 2003. Công ty đã có được sân vận động Sunderland Greyhound vào năm 2002 và Sân vận động Newcastle Greyhound năm 2003. Tháng 6 năm 2004, Tổng giám đốc điều hành David Harding đã bán 5,2 triệu cổ phiếu để hỗ trợ cho việc ly dị của anh ta, khiến giá cổ phiếu của công ty sụt giảm, khiến giá trị của công ty mất 75 triệu bảng. Năm 2005, William Hill mua 624 văn phòng cá cược ở Anh, Cộng hòa Ireland, Isle of Man và Jersey từ Stanley Leisure với giá 504 triệu bảng Anh: việc mua lại này trong một thời gian ngắn đã đưa công ty vượt qua Ladbrokes để trở thành công ty đứng đầu trong thị trường cá cược ở Anh về mặt số cửa hàng chứ không phải doanh thu. Văn phòng Thương mại Công bằng đã ép William Hill phải bán 78 cửa hàng trong số 624 của hàng của Stanley vì lý do giữ cạnh tranh công bằng.

## Hoạt động tại Vương quốc Anh

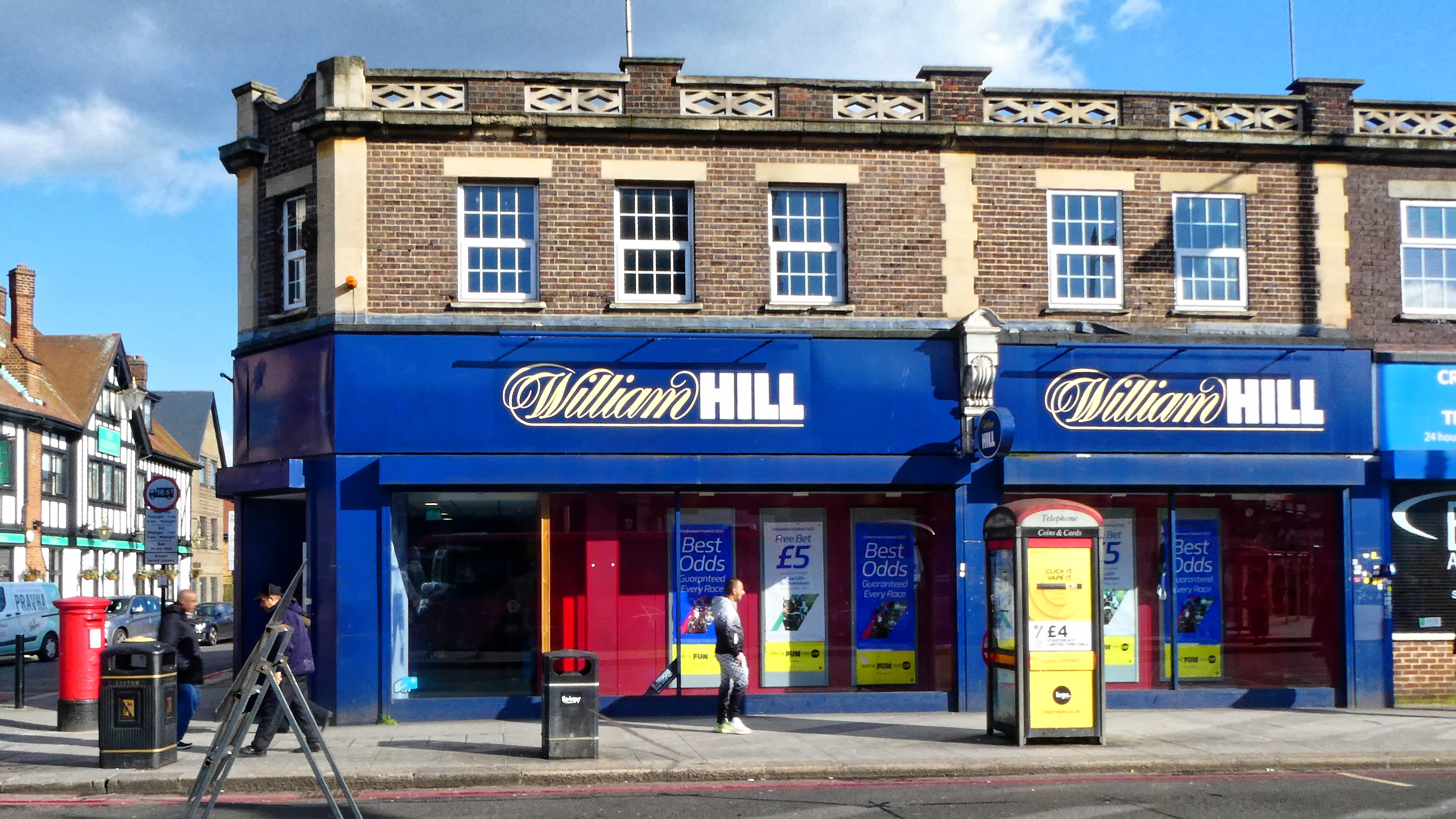
Một cửa hàng cá cược William Hill ở Tottenham, London vào năm 2020

William Hill là một công ty có khoảng 12.000 nhân viên, trong đó có khoảng 8.000 người làm việc tại Vương quốc Anh. Công ty này điều hành tổng cộng 1.414 cửa hàng cược.
Bên cạnh hoạt động cá cược thể thao trực tuyến, William Hill cung cấp cả các trò chơi sòng bạc trực tuyến, trò chơi kỹ năng, bingo trực tuyến và bài xì phé trực tuyến. Từ năm 2005, khi Đạo luật cờ bạc được áp đặt, việc đưa máy đánh bạc vào hoạt động đã tăng cường lợi nhuận của công ty để đối phó với sự sụt giảm doanh thu trong các lĩnh vực khác. Năm 2009, công ty đã chuyển hoạt động cá cược trực tuyến từ Vương quốc Anh sang Gibraltar nhằm giảm thiểu số thuế phải trả hàng triệu bảng Anh.
Vào tháng 8 năm 2010, William Hill đã triển khai một chương trình đào tạo cho hơn 10.000 nhân viên của mình nhằm ngăn chặn việc đánh bạc khi còn ở tuổi vị thành niên tại các cửa hàng bán lẻ của công ty.
Vào năm 2019, William Hill trở thành một trong những thành viên sáng lập của Hội đồng Cá cược và Cờ bạc. Trong tháng 7 cùng năm đó, công ty thông báo rằng họ sẽ đóng cửa 700 cửa hàng cá cược, đưa ra lý do là quyết định đã được đưa ra ba tháng trước đó để giảm giá trị cược tối đa trên các máy đánh bạc điện tử xuống còn 2 bảng Anh. Vào tháng 8 năm 2020, công ty tiếp tục thông báo rằng họ sẽ đóng cửa thêm 119 cửa hàng không có lợi nhuận trong bối cảnh đại dịch COVID-19. Đồng thời, công ty đã hoàn trả 24,5 triệu bảng Anh tiền tạm ứng mà họ đã nhận từ chính phủ.
Công ty đã xác nhận vào năm 2018 rằng hoạt động tại Vương quốc Anh sẽ tiếp tục được quản lý từ Gibraltar.

## Bên ngoài Vương quốc Anh
Vào tháng 3 năm 2009, William Hill đã đóng cửa 14 cửa hàng ở Cộng hòa Ireland, dẫn đến việc mất đi 53 việc làm. Tháng 2 năm 2010, công ty thông báo rằng việc duy trì 36 cửa hàng ở Ireland đang được xem xét và phụ thuộc vào việc có sự ra mắt các máy đánh cược gây tranh cãi trong các cửa hàng này.  Năm 2011, William Hill đã bán các cửa hàng cược còn lại tại Ireland cho BoyleSports do nhân viên của William Hill miêu tả luật pháp quy định cược bán lẻ tại Ireland có "tính chất hạn chế".
Vào năm 2008, William Hill quyết định rút lui khỏi thị trường Ý sau chỉ hai năm tham gia, khiến công ty mất hơn 1 triệu bảng Anh về mặt đầu tư không thành công. Công ty cũng chấm dứt liên doanh tại Tây Ban Nha vào tháng 1 năm 2010, khi đối tác Codere mua lại 50% cổ phần của William Hill với giá chỉ 1 euro. Trước đó, cả hai bên đã đầu tư ban đầu 10 triệu euro vào tháng 4 năm 2008. Trong quá trình này, William Hill ghi nhận lỗ 11,6 triệu bảng Anh vào năm 2008 và 9,3 triệu bảng Anh vào năm 2009.
Vào tháng 6 năm 2012, William Hill mở rộng hoạt động đến Nevada, tiểu bang duy nhất tại Hoa Kỳ cho phép cược thể thao đầy đủ. Họ mua ba chuỗi cửa hàng cược thể thao, bao gồm Lucky's, Leroy's và Club Cal Neva, với tổng giá trị 53 triệu đô la. Qua các thỏa thuận đó, công ty có quyền kiểm soát 55% số lượng cửa hàng cược thể thao tại tiểu bang và chiếm 11% doanh thu cược trên toàn tiểu bang. Các chuỗi cửa hàng này đã được đổi tên thành William Hill.
Năm 2013, William Hill đã mua ba thương hiệu tại Úc là  Sportingbet, Centrebet và Tom Waterhouse Sau đó, các thương hiệu này đã được đổi tên thành William Hill Australia vào năm 2015. Công ty đã mua Sportingbet và Centrebet vào tháng 3 cùng năm với giá lần lượt là 660 triệu đô la và 132 triệu đô la. Trong khi đó, tomwaterhouse.com đã được mua vào tháng 8 năm 2013 với giá ban đầu là 34 triệu đô la. Tom Waterhouse đã được bổ nhiệm làm Giám đốc điều hành của William Hill Australia vào tháng 7 năm 2014.
Vào tháng 3 năm 2018, William Hill đã bán công ty con của mình tại Úc cho CrownBet Holdings với mức giá ước tính là 300 triệu đô la Úc. Việc bán này đồng thời đánh dấu sự kết thúc hoạt động của William Hill tại thị trường Úc sau khi gia nhập vào năm 2012. Đồng thời, nhằm chuẩn bị cho quá trình Brexit, vào tháng 6 năm 2018, William Hill đã thông báo về việc mở một văn phòng chi nhánh mới tại Malta.
Sau khi Tòa án Tối cao Hoa Kỳ đưa ra quyết định trong vụ án "Murphy v. Hiệp hội Đại học Quốc gia" vào tháng 6 năm 2018, tiểu bang New Jersey đã hợp pháp hóa việc cá cược trên các sự kiện thể thao. Điều này đã xảy ra sau khi tiểu bang đã thành công trong việc thông qua một đề xuất bỏ phiếu trước đó. William Hill đã ký hợp đồng để cung cấp dịch vụ cá độ cho cả Sân đua Monmouth Park và Ocean Resort Casino tại tiểu bang New Jersey.
Vào ngày 3 tháng 8 năm 2020, nhà cái William Hill đã mở hoạt động cá cược toàn dịch vụ đầu tiên cho các đội thể thao chuyên nghiệp tại Hoa Kỳ tại Capitol One Arena ở Washington, D.C.
Vào tháng 1 năm 2021, liên doanh giữa William Hill và Argenbingo đã được cấp giấy phép để cung cấp dịch vụ cá cược trực tuyến tại tỉnh Buenos Aires, Argentina. Ngày 5 tháng 5 năm 2021, William Hill đã ra mắt dịch vụ cá cược tại Colombia sau khi hoàn tất việc mua lại phần vốn chính của Alfabet.

## Quảng cáo
Vào tháng 5 năm 2008, Tổ chức Tiêu chuẩn Quảng cáo (ASA) đã ngăn chặn William Hill phát sóng một quảng cáo truyền hình vì nó được cho là khuyến khích hành vi cờ bạc mà không có trách nhiệm xã hội. Trong tháng 10 năm 2009, ASA cũng cấm một quảng cáo tờ rơi và quảng cáo trên báo quốc gia mà hứa hẹn "100 BẢNG CƯỚC MIỄN PHÍ". Quảng cáo này bị cho là gây hiểu lầm và vi phạm các quy tắc về sự trung thực của Ủy ban Thực hành Quảng cáo.
Vào tháng 3 năm 2010, ASA đã cấm một quảng cáo của William Hill với thông điệp "William Hill giá tốt nhất - THỰC TẾ". ASA cho rằng quảng cáo này vi phạm các quy tắc quảng cáo về chứng thực, trung thực và thành thật. Vào tháng 9 năm 2011, William Hill đã phát sóng một quảng cáo truyền hình sử dụng ca khúc "A Bit Patchy" năm 2005. Vào tháng 12 năm 2012, ASA đã cấm một số quảng cáo của William Hill. Một trong số đó có thông điệp "Giá tốt nhất trên những con ngựa tốt nhất" và "Giá tốt nhất trên những đội bóng tốt nhất". ASA cho rằng các quảng cáo này vi phạm nhiều quy tắc quảng cáo, bao gồm sự so sánh không công bằng, quảng cáo đánh lừa và thiếu sự chứng thực. ASA cũng đã cấm một quảng cáo khác tuyên bố "Đảm bảo tỷ lệ cược tốt nhất" vì nó đã gây hiểu lầm.
Vào tháng 6 năm 2021, William Hill đã giới thiệu thương hiệu chủ đạo mới. Nhằm tái khởi động thương hiệu, họ đã phát sóng một quảng cáo truyền hình mới, có sự tham gia của các đại diện thương hiệu như Tony McCoy, Robbie Savage, Rio Ferdinand và Jermaine Jenas. Quảng cáo này sử dụng ca khúc "Sweet Caroline" của Neil Diamond, nhằm tôn vinh đam mê với thể thao.

## Tài trợ
Vào năm 2007, William Hill đe dọa rút việc tài trợ cho một số cuộc đua ngựa khác nhau trong một tranh chấp với TurfTV,  một sân đua truyền hình. William Hill đã phản đối mạnh mẽ TurfTV. Tuy nhiên, sau đó họ buộc phải nhượng bộ và đồng ý sử dụng kênh này vào tháng 1 năm 2008 sau sự áp lực từ công chúng.
Ngoài cuộc đua ngựa, William Hill đã đồng hành và tài trợ cho nhiều sự kiện thể thao khác. Từ năm 2011 đến 2020, họ đã tài trợ cho Cúp Scotland, một giải đấu bóng đá quan trọng ở Scotland. Họ cũng tài trợ Giải vô địch PDC World Darts từ năm 2015 đến 2022, một giải đấu darts quốc tế hàng đầu. Bên cạnh đó, William Hill cũng tài trợ giải thưởng hàng năm William Hill Sports Book of the Year, nhằm vinh danh những tác phẩm văn học xuất sắc về thể thao.